# San Pedro Sacatepéquez, San Marcos
San Pedro Sacatepéquez är en kommunhuvudort i Guatemala.   Den ligger i departementet Departamento de San Marcos, i den västra delen av landet, 140 km väster om huvudstaden Guatemala City. San Pedro Sacatepéquez ligger 2 246 meter över havet och antalet invånare är 40 021.
Terrängen runt San Pedro Sacatepéquez är kuperad österut, men västerut är den bergig. Runt San Pedro Sacatepéquez är det tätbefolkat, med 550 invånare per kvadratkilometer. San Pedro Sacatepéquez är det största samhället i trakten. Omgivningarna runt San Pedro Sacatepéquez är en mosaik av jordbruksmark och naturlig växtlighet.